# Báljahašjávri
Báljahašjávri eller Peäljikeätshjävri är en sjö i Finland. Den ligger i kommunen Utsjoki i landskapet Lappland, i den norra delen av landet, 1 100 km norr om huvudstaden Helsingfors. Báljahašjávri ligger 329 meter över havet. Omgivningarna runt Báljahašjávri är i huvudsak ett öppet busklandskap. Arean är 23,1 hektar och strandlinjen är 4,05 kilometer lång. Sjön  ingår i Tana älvs huvudavrinningsområde. 